# Cambes (Gironda)
Cambes é uma comuna francesa na região administrativa da Nova Aquitânia, no departamento da Gironda. Estende-se por uma área de 5,34 km². Em 2010 a comuna tinha 1 698 habitantes (densidade: 318 hab./km²).